# American Basketball League 1927-1928
La stagione 1927-1928 della American Basketball League fu la terza nella storia della lega.
La stagione, a differenza delle precedenti, venne giocata in una sola fase ma con la divisione in Eastern e Western Division. Le prime due squadre di ciascuna Division disputarono le semifinali. I Brooklyn Celtics si confermarono campioni: riuscirono infatti a sconfiggere i Fort Wayne Hoosiers per 3-1 nella serie finale.

## Classifiche

### Eastern Division
|    | Classifica Eastern Division 1927-1928 | V  | P  |
| -- | ------------------------------------- | -- | -- |
| 1. | New York Celtics                      | 40 | 9  |
| 2. | Philadelphia Warriors                 | 30 | 21 |
| 3. | Brooklyn Visitations                  | 25 | 26 |
| 4. | Rochester Centrals                    | 24 | 28 |

- I Washington Palace Five hanno abbandonato il campionato il 3 gennaio 1928. Al loro posto sono subentrati i Brooklyn Visitations.

### Western Division
|    | Classifica Western Division 1927-1928 | V  | P  |
| -- | ------------------------------------- | -- | -- |
| 1. | Fort Wayne Hoosiers                   | 27 | 24 |
| 2. | Cleveland Rosenblums                  | 22 | 29 |
| 3. | Chicago Bruins                        | 13 | 36 |
| 4. | Detroit Cardinals                     | 5  | 13 |

- I Detroit Cardinals hanno abbandonato il campionato dopo 18 partite, il 3 gennaio 1928.

## Playoff
| Squadra 1           | Totale | Squadra 2        | Gara 1 | Gara 2 | Gara 3 | Gara 4 | Gara 5 |
| ------------------- | ------ | ---------------- | ------ | ------ | ------ | ------ | ------ |
| Fort Wayne Hoosiers | 1-3    | New York Celtics | 21-30  | 28-21  | 18-35  | 26-27  | -      |